# Silvia Navarro (pallamanista)
Silvia Navarro Giménez (Valencia, 20 marzo 1979) è una pallamanista spagnola, di ruolo portiere, vincitrice del bronzo olimpico ai Giochi di Londra 2012 con la maglia della nazionale spagnola.
Nel 2023 è stata insignita dell'Ordine Olimpico d'oro dal Comitato Olimpico spagnolo.

## Palmarès

### Club

#### Competizioni internazionali
- EHF Cup: 1

SD Itxako: 2008-2009
- Campionato spagnolo: 4

SD Itxako: 2008-2009, 2009-2010, 2010-2011, 2011-2012

### Nazionale
- Bronzo olimpico: 1

Londra 2012
- Campionato mondiale

 Bronzo: Brasile 2011
 Argento: Giappone 2019
- Campionato europeo

 Argento: Croazia-Ungheria 2014